# Sitticus saevus
Sitticus saevus là một loài nhện trong họ Salticidae.
Loài này thuộc chi Sitticus. Sitticus saevus được Dönitz & Embrik Strand miêu tả năm 1906.